# Maisod
Maisod é uma comuna francesa na região administrativa de Borgonha-Franco-Condado, no departamento de Jura. Estende-se por uma área de 7,39 km². Em 2010 a comuna tinha 339 habitantes (densidade: 45,9 hab./km²).